# Šešuolėliai I

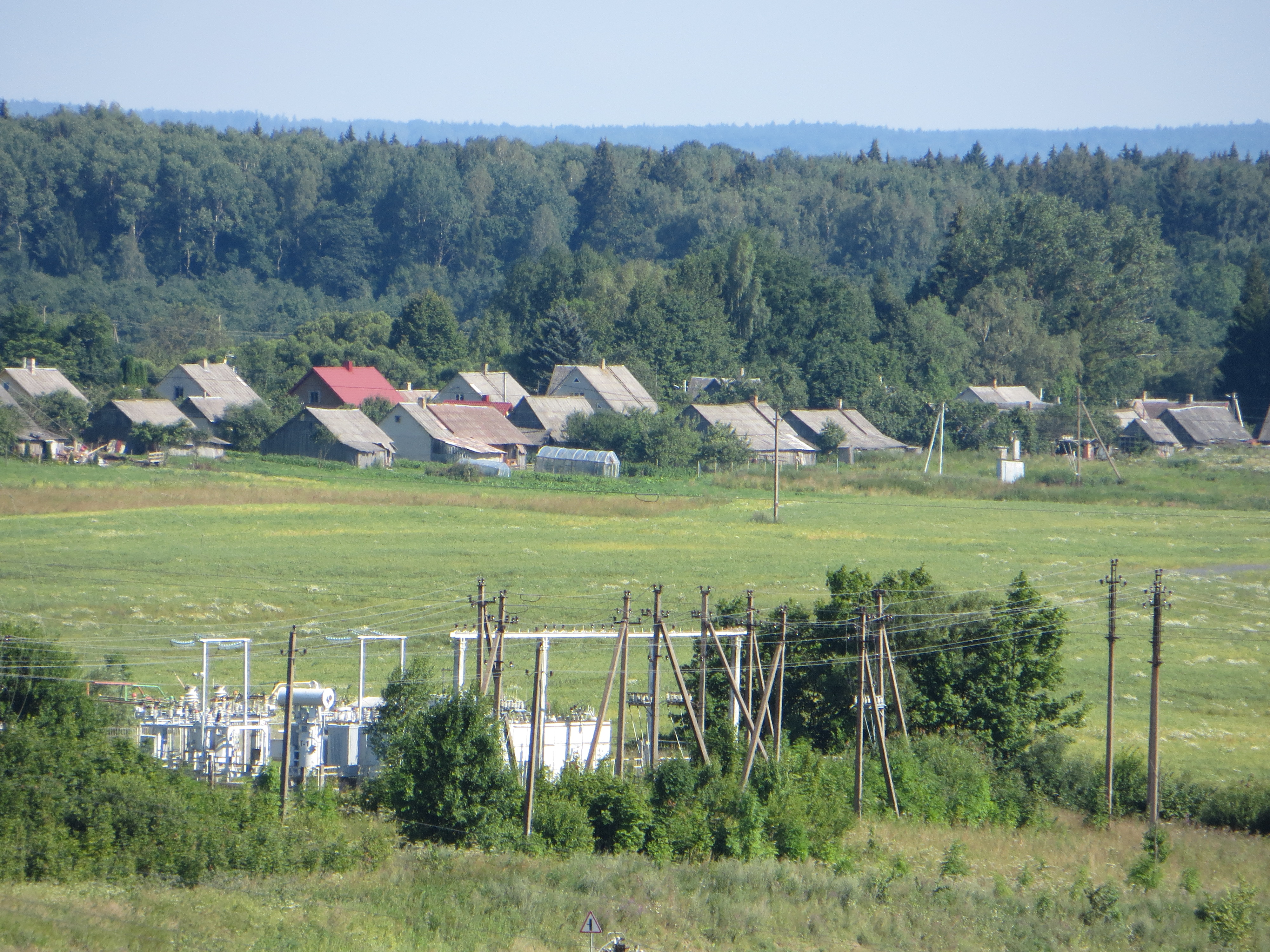
Šešuolėliai I

Šešuolėliai I ist ein Dorf mit 139 Einwohnern (2011) im Amtsbezirk Zibalai, in der Rajongemeinde Širvintos, Litauen, sechs Kilometer östlich von Zibalai. Es ist das Zentrum des Unteramtsbezirks Šešuolėliai. Hier befinden sich der Gutshof Šešuolėliai, ein alter Park und einige Stauseen. Im Dorf gibt es eine Bibliothek und ein Postamt (LT-19032). Hier hat ihren Verwaltungssitz die Revierförsterei Šešuolėliai, eine der größten in Litauen (das Territorium des Forstreviers beträgt 36.000 Hektar, bewaldet davon sind 12.000 Hektar). Die katholische Kirche ist im Dorf Šešuolėliai II. 1987 lebten im Ort 208 Einwohner.